# Locomotora E-32
Las locomotoras tipo E-32 son un tipo de locomotora eléctrica en la que la Empresa de los Ferrocarriles del Estado de Chile (EFE) encargó la fabricación a Italia a finales de los años 50 y entregadas entre 1961 y 1962, junto con locomotoras tipo E-30 y Automotores AMZ/AM mediante un programa de modernización de la tracción eléctrica predominante por las locomotoras Baldwin-Westinghouse de los años 20/40 y automotores Linke Hoffman.

## Historia
Arribadas a Chile en 2 lotes con un total de 34 locomotoras entre 1961 y 1962, las primeras máquinas operaron con trenes expresos y ordinarios entre Mapocho (Santiago) y Puerto (Valparaíso) trabajando en conjunto con las locomotoras Baldwin-Westinghouse a las cuales se les fue reemplazando a medida pasara el tiempo. Los trabajadores de la Empresa de los Ferrocarriles del Estado bautizaron a dichas locomotoras como «Sofía Loren» en referencia a la actriz italiana y al país de origen de los vehículos, sumado a las curvas que presentaba su carrocería. En junio de 1965 el director de publicidad de Paramount Pictures entregó a la actriz en Roma una fotografía de un grupo de trabajadores ferroviarios junto a una de las locomotoras que poseía un cartel con su nombre en el frente; como retribución a dicho bautizo, Sophia Loren envió al director general de EFE, Luis Falcone, una serie de fotografías autografiadas en las que aparecía sosteniendo la imagen en cuestión, que fueron recibidas en Santiago en septiembre del mismo año.
A medida arribaban las locomotoras tipo E-30 más pequeñas, veloces y agiles tipo Bo-Bo las locomotoras Tipo E-32 se fueron desplazando hacía la zona sur en conjunto se ampliaba la red eléctrica hasta Concepción, comandando importantes trenes longitudinales al sur, de pasajeros y carga. A mediados de la década del 80' la electrificación se extendía hasta Metrenco y las locomotoras tipo E-32 se hacían a la cabeza de trenes a Chillán, Concepción, Valdivia, Temuco y Puerto Montt (con su respectivo cambio de tracción en Temuco por locomotoras Diesel). Cabe destacar que después de un tiempo en servicio a Concepción se prohibió el ingreso de estas locomotoras en el ramal San Rosendo - Talcahuano por problemas ligados a los bogues. Esto debido al radio en las curvas correspondientes al tramo.
Entrada la década de los 90's el deterioro de la empresa era notorio y las máquinas empezaban a requerir repuestos por accidentes, desgaste o mal mantenimiento por lo que se llevó al desguace de locomotoras siniestradas y locomotoras en espera de reparación que terminaron como donantes definitivas reduciendo considerablemente el número de locomotoras eléctricas de este tipo.
A finales de los años 90' se crea la empresa Ferrocarril del Pacífico S.A. de la cual EFE era accionista mayoritario con el 51% de acciones, en este caso cediendo activos con locomotoras para tracción en trenes de carga, entre ellas 6 unidades operativas tipo E-32 (3208, 3214, 3217, 3223, 3227, 3234) mientras tanto en EFE se mantenía una reducida cantidad de estas máquinas.
Para el inicio de la década del 2000 casi la totalidad de las locomotoras se encontraba dada de baja, sobreviviendo solo un pequeño grupo a manos de EFE y en Fepasa, para finales del año 2003 se inauguró el renovado servicio a Temuco servido por locomotoras Tipo E-269, más poderosas y veloces las locomotoras tipo E-32 fueron quedando atrás y solo una de ellas en EFE (E-3209) se mantuvo en labores de mantenimiento y renovación de la vía férrea en la zona Alameda - Chillán la cual cesó operaciones definitivas en el año 2009.
Para los años 2020 solo quedan operativas un puñado de locomotoras tipo E-32. Para servicio activo en Fepasa el parque se redujo a 2 máquinas totalmente operativas correspondientes a las E-3208 y E-3223 en cambio en EFE la locomotora E-3209 se encuentra fuera de servicio habiendo prestado servicios facultativos a Chillán con trenes especiales a Temuco hasta el año 2019.